# August Sedláček
August Sedlacek (Mladá Vožice, 28 augustus 1843 – Písek, 15 januari 1926) was een Tsjechisch historicus en genealoog. Hij is vooral bekend van zijn veelvuldige studies naar en publicaties over middeleeuwse kastelen in Bohemen. Ook heeft hij meerdere werken over Prácheňsko, een historisch belangrijke regio in Tsjechië, gepubliceerd.

## Biografie
Sedláček werd op 28 augustus 1843 geboren in Mladá Vožice. Zijn vader, František Sedláček (1805-1896), was rechter. Zijn moeder was Františka Šemberová (1812-??). Op 16 juni 1850 verhuisde Sedláček met zijn ouders naar Počátky, daar zijn vader werd overgeplaatst naar de nieuwe arrondissementsrechtbank in die plaats. Hij voltooide de laatste jaren van zijn middelbareschooltijd in Jindřichův Hradec. Na zijn schooltijd begon hij aan een studie aan het gymnasium, eerst in Jihlava en later in Písek, waar hij in laatstgenoemde plaats in 1863 afstudeerde. Sedláček was al vanaf zijn jeugd geïnteresseerd in historische topografie.
Tussen 1863 en 1867 studeerde Sedláček aan de Karelsuniversiteit Praag. Hij woonde colleges bij van onder andere historici Václav Vladivoj Tomek, Antonín Gindely, Konstantin von Höfler, archeoloog Jan Erazim Vocel en klassiek filoloog Jan Kvíčala. Hij deed echter de meeste inspiratie op bij archivaris Josef Emler. Van 1867 tot 1869 werkte hij in Litomyšl als docent op een middelbare school waar hij geschiedenis, Latijn, Tsjechisch en Duits gaf. Van 1869 tot 1875 doceerde hij in Rychnov nad Kněžnou en van 1875 tot 1899 in Tábor, waar hij onder meer les gaf aan Emanuel Chalupný.
In 1899 verhuisde hij naar Písek, waar hij ging werken als stadsarchivaris.

### Werk

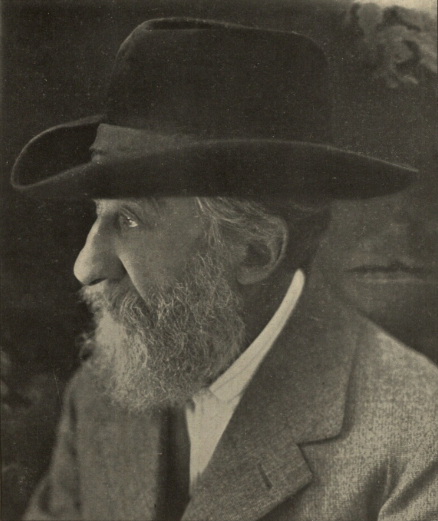
August Sedláček (1923)

Sedláček werkte vanaf 1899 bijna dertig jaar aan het vijftiendelige boekwerk Burchten en kastelen van het Koninkrijk Bohemen. Het laatste deel werd postuum voltooid. Als archivaris verzamelde hij een enorme hoeveelheid materiaal die hij in zijn boeken verwerkte. Zijn genealogische en topografische kaartcatalogus alleen al telt meer dan 400.000 bladzijden. Een deel van zijn werk bleef alleen in manuscriptvorm bewaard. Zijn talrijke onderzoek over de geschiedenis van de Tsjechische steden resulteerde in de bijna vijftienhonderd bladzijden tellende monografie Geschiedenis van de koninklijke regionale stad Písek nad Otavou (1911-1913), die in een tweede editie werd gepubliceerd tijdens het tienjarig bestaan van Tsjecho-Slowakije. Zijn werk werd doorgaans goed ontvangen, maar kon ook op kritiek rekenen. Zo werd zijn werk door historicus en professor Josef Pekař bestempeld als werk met stijlfouten, eentonigheid en werk waarin de Europese cultuursinvloeden zijn weggelaten.
Voor zijn werk werd hij uiteindelijk geridderd bij de Frans Jozef-orde.

## Privéleven

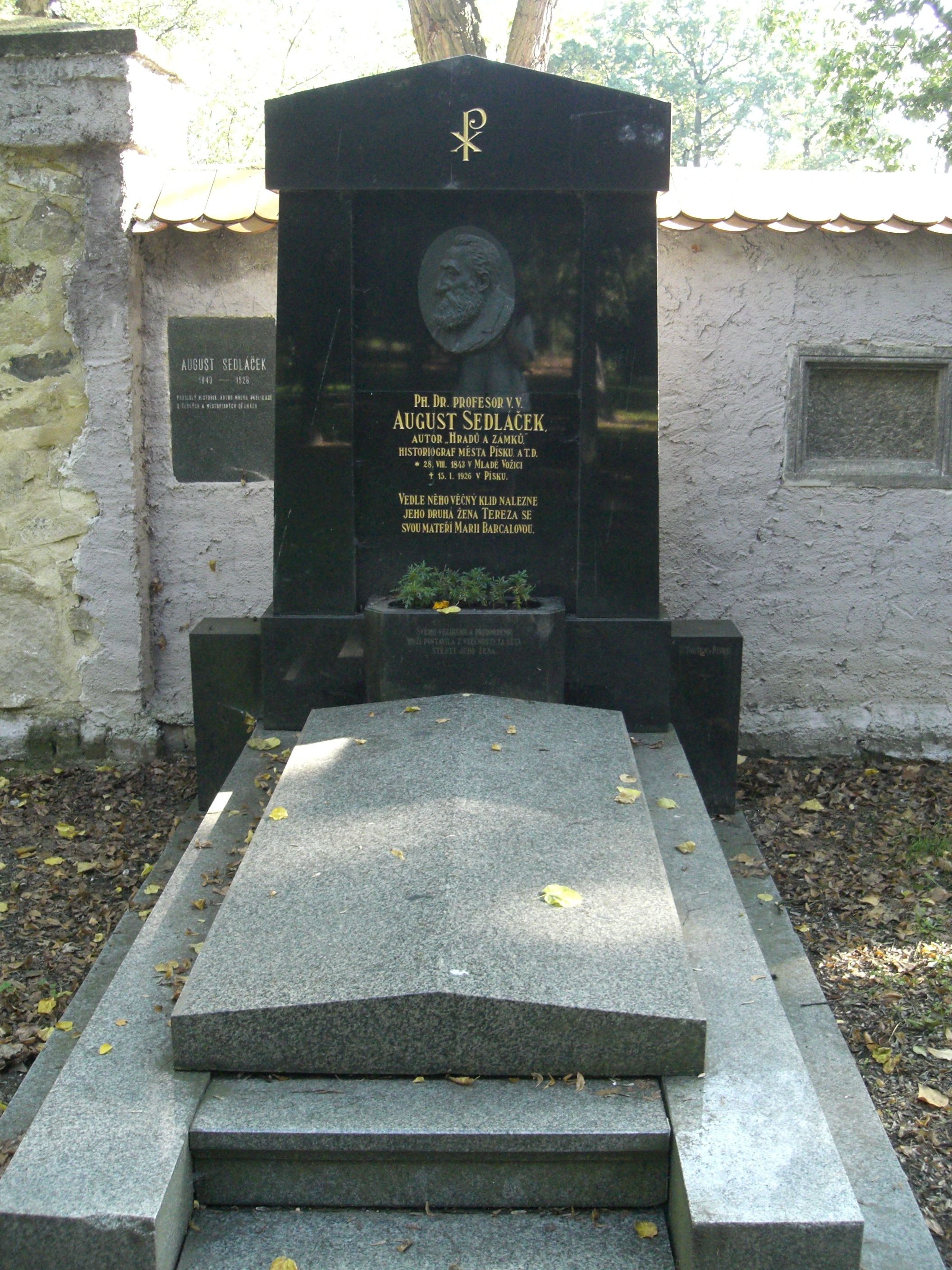
Graf van August Sedláček in Písek

In 1871 trouwde Sedláček in Lično met Ernestina (Arnoštka) Hlavata. Zij overleed in 1899 op 52-jarige leeftijd. Op 26 april 1922 trouwde hij in Písek met lerares Teresa Barcalova (1883-1972), die bijna 40 jaar jonger was dan hij.
Sedláček overleed op 15 januari 1926 op 82-jarige leeftijd in Písek, waar hij tevens begraven ligt.

## Boeken en publicaties
- Rychnov nad Kněžnou: pokus dějepisný (1871)[8]
- Děje města Čáslavě (1874)[9]
- Jak se měnily a ustálily meze Čech a Rakous dolních (1877)[10]
- Kl. Ptolemaia Zprávy o Čechách a zemích sousedních (1880)[11]
- Hrady, zámky a tvrze království Českého I–XV (1882–1927)[12][13]
- Sbírka pověstí historických lidu českého v Čechách, na Moravě a ve Slezsku (1895)[14]
- Děje Třebenic (1897)[15]
- Českomoravská heraldika (1. díl začal psát Martin Kolář, dokončil Sedláček) I–II (1902–1925)[16]
- Českomoravská heraldika – část zvláštní[17]
- Místopisný slovník historický království Českého (1908)[18]
- Dějiny královského krajského města Písku nad Otavou I–III (1911–1913)
- Zbytky register králů římských a českých z let 1361–1480 (1914)[19]
- Pýcha urozenosti a vývody u starých Čechův a Moravanů (1914)[20]
- Snůška starých jmen, jak se nazývaly v Čechách řeky, potoky, hory a lesy (1920)[21]
- O starém rozdělení Čech na kraje (1921)
- Paměti a doklady o staročeských mírách a váhách (1923)[22]
- Děje prácheňského kraje (1926)[23]
- Paměti z mého života (1997, postuum)
- Atlasy erbů a pečetí české a moravské středověké šlechty 1–5 (2001–2003, postuum)